# 大掾満幹
大掾 満幹（だいじょう みつもと、生年不詳 - 永享元年12月13日（1430年1月7日）は、室町時代の武将。常陸大掾氏当主。水戸城主。
大掾詮国（あきくに）の子。弟に大掾秀幹（ひでもと）。実子に慶松、養子に上杉教朝、千葉康胤、大掾頼幹（よりもと、甥（秀幹の子）、一説には満幹の実子）がいる（家系は系図によって異なっているため異説もあり）。幼名は永寿。正室は山入与義の娘とみられる。
父・詮国（初め文幹）が足利義詮から偏諱の授与を受けたのと同様に、満幹も鎌倉公方・足利氏満より偏諱を賜ってその名を称した。なお、現存する「満幹」名義の初出が応永7年（1400年）であることや、祖父である高幹（「浄永」の法名で知られる）が永徳2年（1382年）以降、後を継いだ詮国も至徳3年（1386年）3月に父の後を追うように没しているため、幼少で家督を継いだとみられている。
鎌倉府に仕えていたが、競合関係にある佐竹氏が山内上杉氏から養子を迎えたのに対抗して、犬懸上杉氏から養子を迎えてこれに対抗しようとする。
応永23年（1416年）に元関東管領上杉禅秀（氏憲）が鎌倉公方足利持氏に対し兵を挙げると（上杉禅秀の乱）、禅秀の子・教朝を養子に迎えていた事もあって禅秀方に加担、翌年禅秀が敗死すると降伏した。その後、京都扶持衆となり室町幕府側についたが、応永34年（1427年）、鹿島社の重要な祭事の1つである青屋祭の勤仕をするために水戸を離れた隙に江戸通房に水戸城を奪われ、2年後に鎌倉雪の下で実子の慶松と共に殺された。
没後、足利持氏の意向によって佐竹義憲（義人）の3男（後の戸村義倭）が当主に立てられたが、結城合戦によって佐竹氏が室町幕府の追討対象になると、嘉吉元年（1441年）頃に大掾氏の重臣達は佐竹氏に追い返して、代わって満幹の次男とも甥ともされる大掾頼幹が家督を継いだ。大掾清幹はこの末裔である。